# Chatelay
Chatelay ist eine französische Gemeinde im Département Jura in der Region Bourgogne-Franche-Comté. Sie gehört zum Arrondissement Dole und zum Kanton Mont-sous-Vaudrey.

## Lage
Die Nachbargemeinden sind Étrepigney im Norden, Plumont im Nordosten, Chissey-sur-Loue im Osten und Süden sowie Germigney im Süden und Westen.
Das Gemeindegebiet wird vom Flüsschen Réverotte durchquert. Weiter nördlich verlaufen die Clauge und ihr späterer Zufluss Tanche im Forêt de Chaux.
Der Bahnhof Chatelay-Chissey ist die gemeinsame Station mit Chissey-sur-Loue an der Bahnstrecke Dijon–Vallorbe.

## Bevölkerungsentwicklung
| Jahr                       | 1962 | 1968 | 1975 | 1982 | 1990 | 1999 | 2008 | 2017 |
| -------------------------- | ---- | ---- | ---- | ---- | ---- | ---- | ---- | ---- |
| Einwohner                  | 117  | 125  | 104  | 104  | 100  | 108  | 94   | 106  |
| Quellen: Cassini und INSEE |      |      |      |      |      |      |      |      |

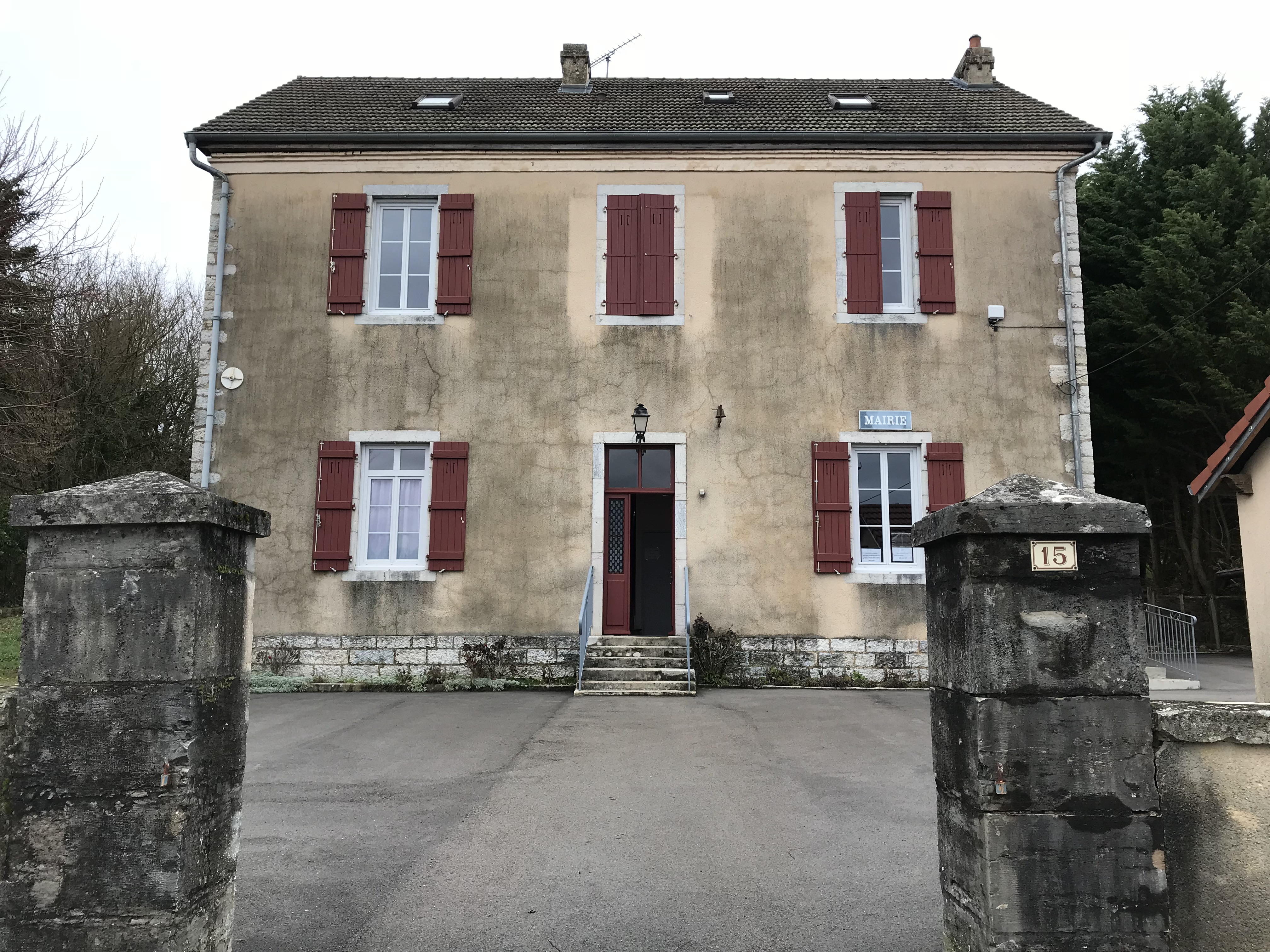
Mairie Chatelay
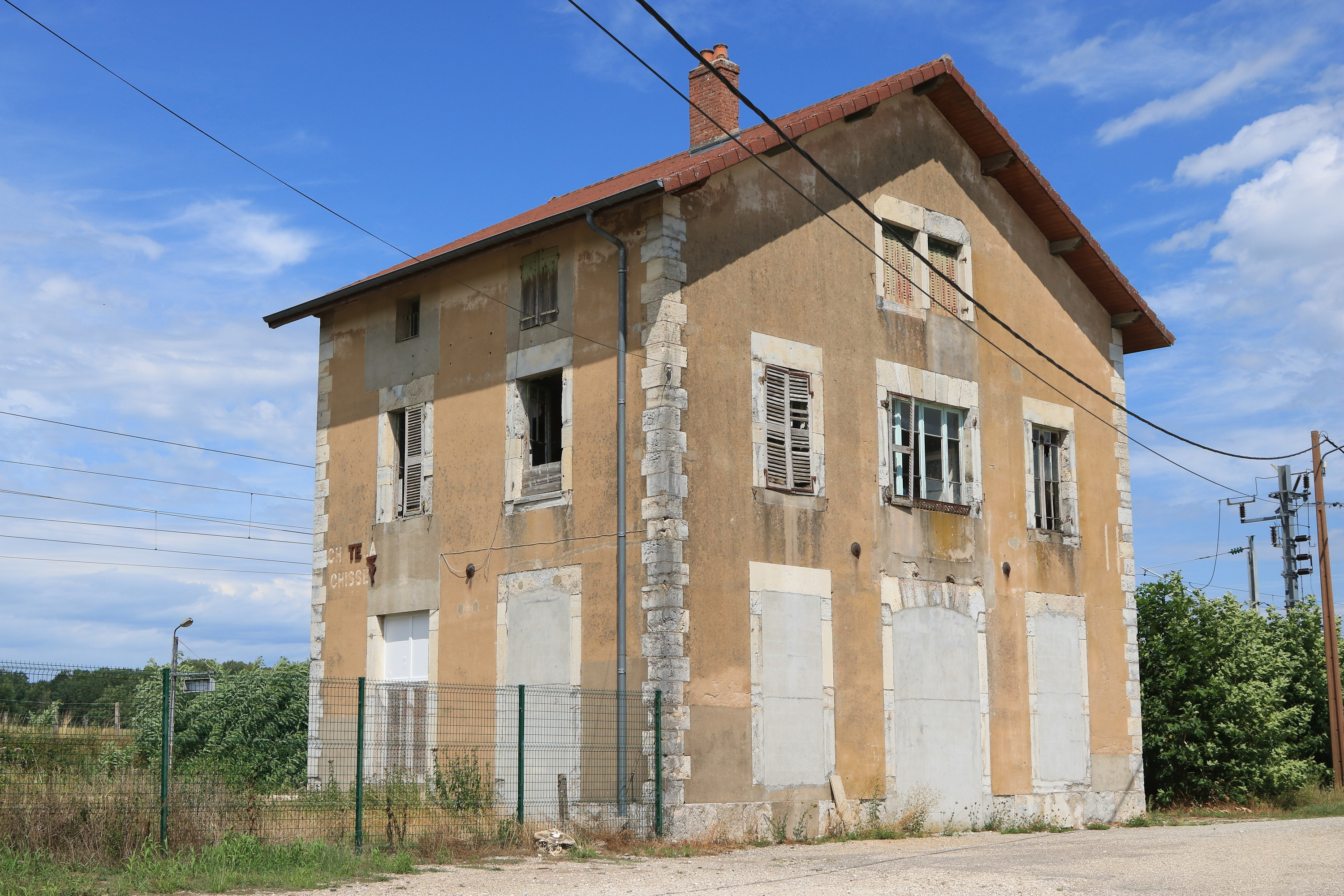
Ehemaliges Bahnhofsgebäude